# 淀川站
淀川站（日语：／ Yodogawa eki */?）是位於大阪府大阪市福島區海老江八丁目，阪神電氣鐵道本線的車站。車站編號為「HS04」。車站位於淀川南岸，不是位於淀川區（北岸的區）。

## 歷史
- 1905年（明治38年）4月12日 - 阪神本線開通，此站也同時啟用。
- 2008年（平成20年）3月 - 月台與大堂之間加設升降機。
- 2014年（平成26年）4月1日 - 引入車站編號[1][2]。

## 車站構造
車站是一座高架車站，設有2面2線的相對式月台。車站設有轉轍器和絶對信號機，被定義為停留所。1樓為閘口層和車站大堂，2樓為月台層。車站只有一處閘口。由於月台建設有彎位上，因此神戶方向月台與車廂之間較寬。

### 月台
| 月台 | 路線 | 上下行 | 方向                               |
| ---- | ---- | ------ | ---------------------------------- |
| 1    | 本線 | 上行   | 野田、大阪（梅田）方向             |
| 2    | 本線 | 下行   | 尼崎、神戸（三宮）、明石、姬路方向 |

※在站內沒有標示月台編號。但是在官方網站站內圖中，上行月台為1號月台，下行月台為2號月台。月台可容納6卡車廂。另外，由於此站只有普通列車班次停靠，因此月台只可容納4卡車廂。
| ← 梅田方向      | 淀川站配線略圖 | → 三宮、元町方向 |
| 图例 参考文献： |                |                  |

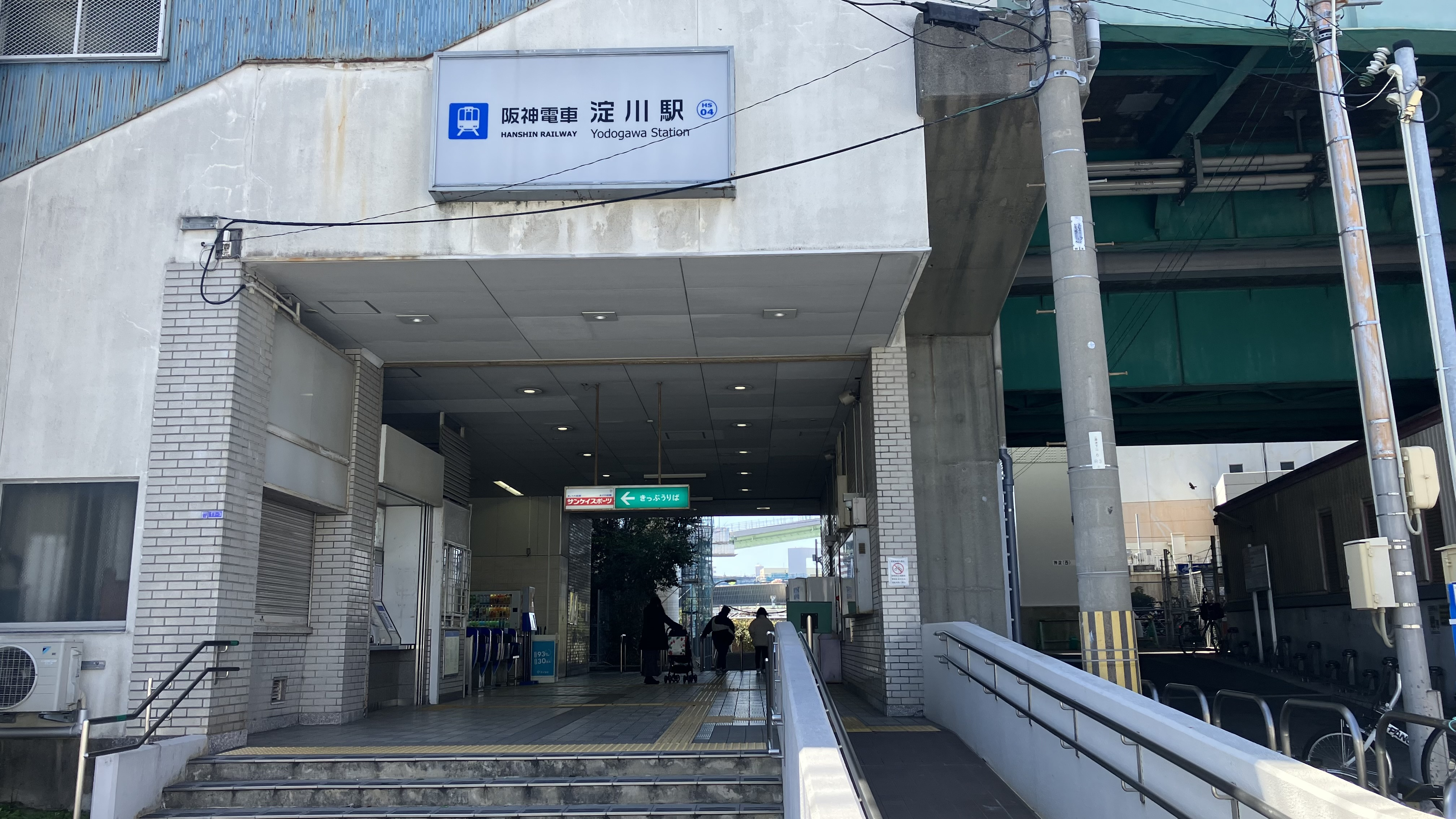
東口(2024年3月)
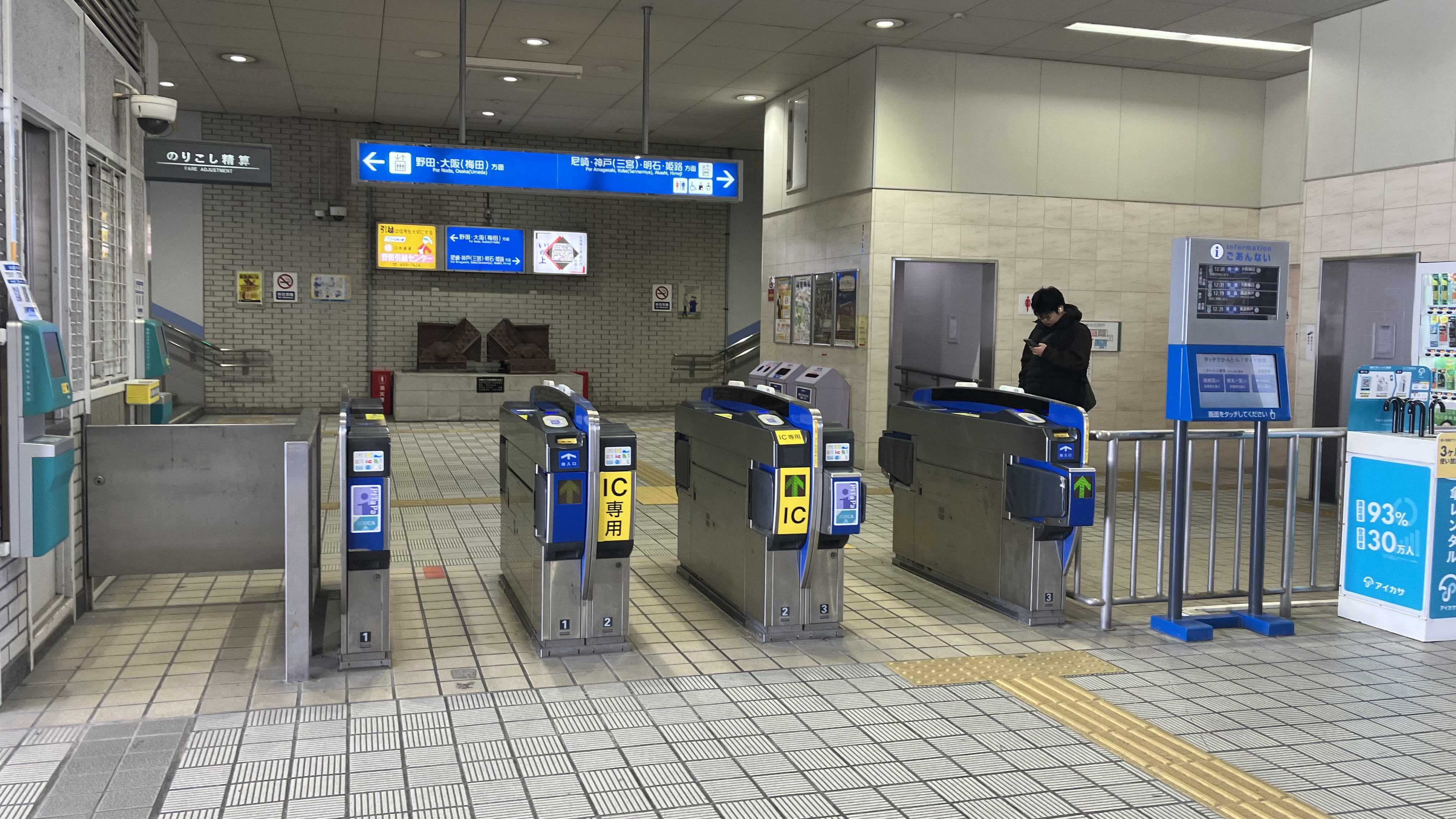
閘口(2024年3月)
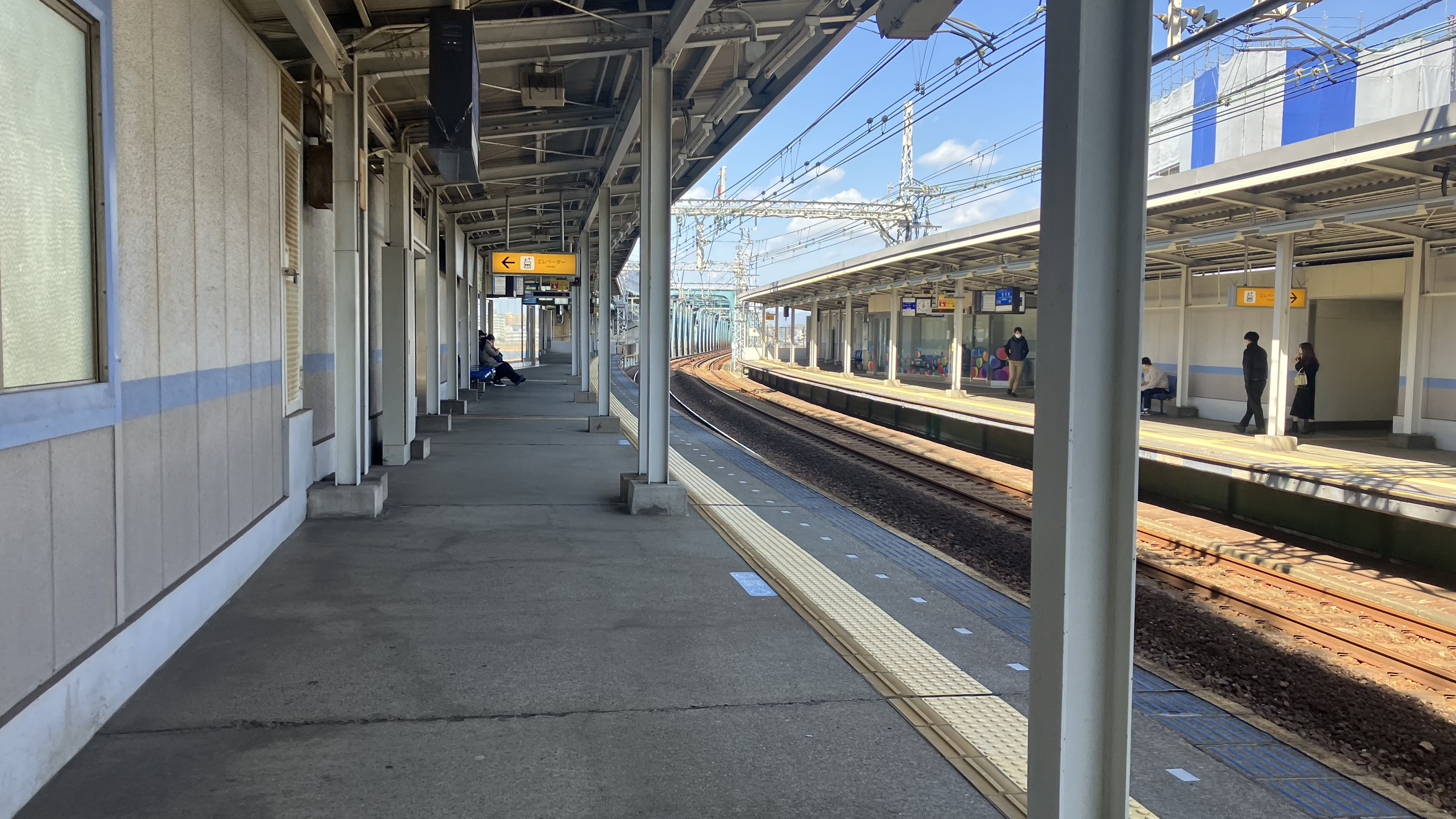
月台(2024年3月)

## 使用狀況
在2018年度，1日平均上下車人次為5,319人。在阪神本線33車站中，僅次於住吉站和久壽川站，為第3少人次使用的車站。
以下為各年度1日平均乘車、上下車人次列表。
| 年度               | 1日平均 乘車人次 | 1日平均 下車人次 | 1日平均 上下車人次 | 1日平均 上下車人次 | 參考資料 |
| 年度               | 1日平均 乘車人次 | 1日平均 下車人次 | 總數               | 定期票人次         | 參考資料 |
| ------------------ | ---------------- | ---------------- | ------------------ | ------------------ | -------- |
| 1997年（平成09年） | 2,579            | 2,735            | 5,314              | 3,276              | [ 4 ]    |
| 1998年（平成10年） | 2,507            | 2,658            | 5,165              | 3,167              | [ 5 ]    |
| 1999年（平成11年） | 2,418            | 2,562            | 4,980              | 3,028              | [ 6 ]    |
| 2000年（平成12年） | 2,219            | 2,292            | 4,511              | 2,516              | [ 7 ]    |
| 2001年（平成13年） | 2,550            | 2,628            | 5,178              | 2,638              | [ 8 ]    |
| 2002年（平成14年） | 2,290            | 2,375            | 4,665              | 2,476              | [ 9 ]    |
| 2003年（平成15年） | 2,270            | 2,334            | 4,604              | 2,279              | [ 10 ]   |
| 2004年（平成16年） | 2,417            | 2,502            | 4,919              | 2,487              | [ 11 ]   |
| 2005年（平成17年） | 2,300            | 2,423            | 4,723              | 2,512              | [ 12 ]   |
| 2006年（平成18年） | 2,514            | 2,479            | 4,993              | 2,583              | [ 13 ]   |
| 2007年（平成19年） | 2,546            | 2,520            | 5,066              | 2,510              | [ 14 ]   |
| 2008年（平成20年） | 2,454            | 2,324            | 4,931              | 2,639              | [ 15 ]   |
| 2009年（平成21年） | 2,340            | 2,396            | 4,736              | 2,467              | [ 16 ]   |
| 2010年（平成22年） | 2,418            | 2,462            | 4,880              | 2,337              | [ 17 ]   |
| 2011年（平成23年） | 2,431            | 2,477            | 4,908              | 2,372              | [ 18 ]   |
| 2012年（平成24年） | 2,528            | 2,520            | 5,048              | 2,405              | [ 19 ]   |
| 2013年（平成25年） | 2,585            | 2,580            | 5,165              | 2,513              | [ 20 ]   |
| 2014年（平成26年） | 2,586            | 2,591            | 5,177              | 2,663              | [ 21 ]   |
| 2015年（平成27年） | 2,620            | 2,568            | 5,188              | 2,619              | [ 22 ]   |
| 2016年（平成28年） | 2,659            | 2,595            | 5,254              | 2,655              | [ 23 ]   |
| 2017年（平成29年） | 2,796            | 2,788            | 5,584              | 2,680              | [ 24 ]   |
| 2018年（平成30年） | 2,654            | 2,665            | 5,319              | 2,673              | [ 25 ]   |

## 車站周邊
車站附近多為工廠區。北邊為淀川，西邊為海老江污水處理廠和大阪市下水道科學館，南邊為Home Center港南福島大開店。
- 高見花鎮（此花區） - 都市再生機構的住宅區。位於此站西邊5至10分鐘步行距離，多數通勤客使用此站。
  - 阪神難波線千鳥橋站位於此花區內，但是需要步行15分鐘左右。
- 大阪市下水道科學館（日语：大阪市下水道科学館）
- 獨立行政法人水資源機構（日语：水資源機構） 津川管理室
- 海老江污水處理廠
- Rengo（日语：レンゴー）淀川工廠
- AEON 高見店
- GEO福島店
- Maruhachi超級市場（日语：スーパーマルハチ）大開店
- 港南福島大開店

## 相鄰車站
阪神電氣鐵道
 本線
■■直通特急、■特急、■區間特急、■急行、■區間急行
通過
■普通
野田（HS 03）－淀川（HS 04）－姬島（HS 05）

## 外部連結
- 淀川（路線圖、車站資訊） - 阪神電氣鐵道